# 全国農業青年クラブ連絡協議会
全国農業青年クラブ連絡協議会（ぜんこくのうぎょうせいねんクラブれんらくきょうぎかい、略称:全協(ぜんきょう)、英Japan 4H Club）は、クラブ員の健全な発展を図り、日本農業に貢献することを目的として、日本の4Hクラブ道府県組織を会員とした組織。

## 概要

### 運営
運営は4Hクラブ員により行われている。

### 所在地
〒100-0011
東京都千代田区内幸町1丁目2番1号
日土地内幸町ビル2階 大日本農会内

## 主な活動
- 全国青年農業者会議の開催[3]
- プロジェクト発表優秀者への農水大臣賞の授与[1]
- 海外4Hクラブとの交流活動への参加[4]
- 全国農業青年交換大会[5]を開催している。